# Agromyza eyeni
Agromyza eyeni är en tvåvingeart som beskrevs av Spencer 1959. Agromyza eyeni ingår i släktet Agromyza och familjen minerarflugor.
Artens utbredningsområde är Kongo. Inga underarter finns listade i Catalogue of Life.